# Заокруживање бројева
Заокруживање нумеричке вредности значи замењивање исте другом вредношћу која је приближно једнака али краћа, једноставнија или експлицитнија репрезентација; на пример, замењивање 23,4476 £ са 23,45 £, или разломка 312/937 са 1/3, или израза √2 са 1,414.
Заокруживање се углавном чини да би се добила вредност коју је лакше саопштити и пренети од оригинала. Закруживање такође може да буде важно да би се избегло привидно прецизно извештавање израчунатог броја, мерења или процене; на пример, величина која је израчуната као 123.456 али се зна да је тачна само до неколико стотица боље је да се напише као „око 123.500”.
С друге стране, заокруживање тачног броја ће увести неку грешку заокруживања у објављеном резултату. Заокруживање је готово неизбежно када се објављује више израчуна — поготово при дељењу два броја у аритметици целог броја или фиксне тачке; при израчунавању математичких функција као што су квадратни корени, логаритми и синуси; или при коришћењу аритметике помичне тачке са фиксираним бројем значајних цифара. У низу калкулација, ове грешке при заокруживању се генерално акумулирају, а у одређеним случајевима ’болесног стања’ могу резултат да учине бесмисленим.
Тачно заокруживање трансценденталних математичких функција је тешко јер број додатних цифара који је потребно израчунати да би се решило да ли заокружити горе или доле не може унапред да буде познат. Овај проблем је познат као „дилема таблице”.
Заокруживање има више сличности са квантизацијом која се јавља када се физичке величине морају кодирати бројевима или дигиталним сигналима.
Тилда, таласасти знак једнакости (≈: приближно једнако), углавном се користи за индицирање заокруживања тачних бројева, нпр. 9,98 ≈ 10. Овај знак је 1892. године увео Алфред Џорџ Гринхил.

## Принципи
Основни принцип заокруживања децималних бројева на одређену децималу је следећи:
- ако је наредна децимала 0, 1, 2, 3 или 4 — она која се заокружује остаје непромењена (нпр. 1,64258 ≈ 1,64 при заокруживању на две децимале)
- ако је наредна децимала 6, 7, 8 или 9 — она која се заокружује повећава се за 1 односно заокруживање је нагоре (нпр. 1,64258 ≈ 1,6426 при заокруживању на четири децимале)
- ако је наредна децимала 5 — она која се заокружује остаје иста ако је парна а повећава се за 1 ако је непарна (нпр. 1,64258 ≈ 1,642 а 1,64758 ≈ 1,648 при заокруживању на три децимале)